# Mervelier
Mervelier (Duits: Morschwiler) is een gemeente en plaats in het Zwitserse kanton Jura, en maakt deel uit van het district Delémont.

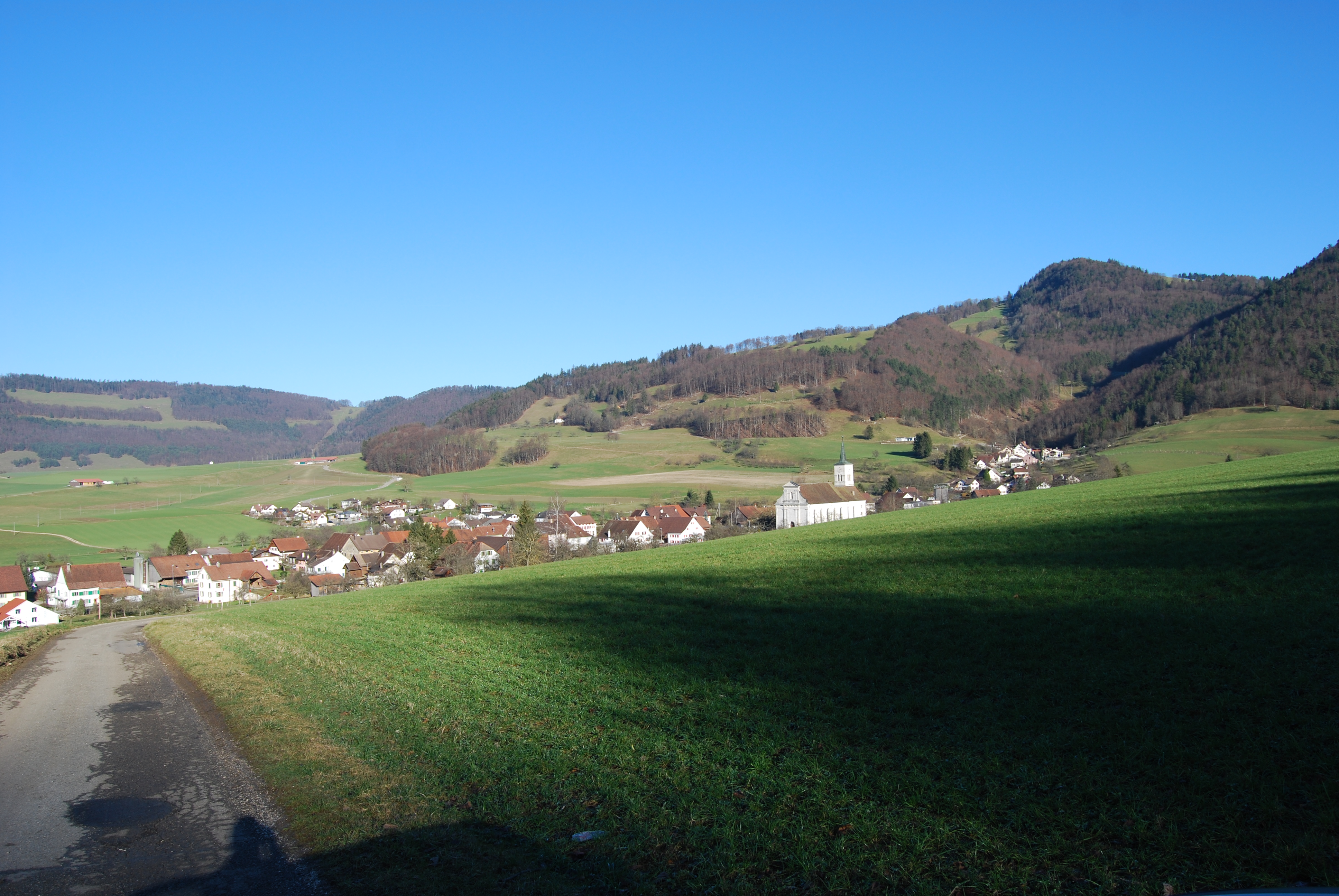
Mervelier

Mervelier telt 578 inwoners.